# Erik Rosensabel
Erik Rosensabel, tidigare Andersson, till Björnarbo i Jumkils socken, Uppsala län, död april 1656 i Riga , var en svensk löjtnant, regementskvartermästare och ryttmästare.
Björnarbo i Jumkils socken, Uppsala län fick han i förläning 12 december 1648. Adlades 16 april 1649 till Rosensabel och introducerades 1650 under nummer 461. Rosensabel avled i Riga april 1656 och begravdes 28 oktober 1656 i Jumkils kyrka där hans vapen sattes upp. Efter honom skänktes en mässhake till kyrkan. 
Han fick 26 juni 1651 i donation tre mantal i Tuna socken, Västernorrlands län. Bortbytte 4 maj 1653 till grevinnan Catharina De la Gardie sin med hustrun ärvda fastighet Säby i Sko socken mot Finsta i Vänge socken, Dalkarlsbo i Jumkils socken och Forsbytorp i Björklinge socken. 22 maj 1654 sålde han Forsbytorp i Björklinge socken till hovintendenten Johan Leijoncrona.
Gift sig omkring 1647 med Anna Sabel (-1678) som tidigare hade varit gift med kaptenen Nils Hästesko (-1644). Hon var dotter till sekreteraren Johan Persson Sabel och hans andra hustru Anna Nilsdotter. 